# Políoc
Políoc (Poliochus, Πολίοχος) fou un poeta còmic atenenc.
Va viure en una època indeterminada; dos fragments d'aquest poeta són reproduïts per Ateneu de Naucratis (VII, p. 313, c. ii. p. 60, c.), corresponent un a l'obra Κορινθιαστής i l'altre a una comèdia de la qual no s'esmenta el títol.